# Brenda Ann Spencer
Brenda Ann Spencer (San Diego, 3 aprile 1962) è una criminale statunitense, condannata all'ergastolo per omicidio con arma da fuoco, avvenuto a San Diego, California, il 29 gennaio 1979. Dopo il massacro della Bath School del 1927, fu il più grave episodio di massacro scolastico avvenuto negli USA, almeno fino al 1999, quando ci fu la strage alla scuola di Columbine, in cui 2 studenti hanno fatto fuoco su alunni e professori per poi togliersi la vita tra le mura della scuola.

## Storia

### Premessa
Spencer, al momento dell'attacco, aveva 16 anni, ma già in precedenza aveva mostrato interesse per le armi e le storie violente in cui venivano usate. Il fucile utilizzato per l'attacco le venne regalato poco prima di Natale del 1978 dal padre, Wallace, ed era una Ruger 10/22. Fra le dichiarazioni della Spencer in merito si legge, fra l'altro: "avevo chiesto una radio e mio padre mi regalò una pistola" e "mi sembrò che lui [mio padre] volesse che mi suicidassi". Aveva preannunciato la strage già nei mesi precedenti, dichiarando: "One of these mornings, you're gonna look for me" ("Una di queste mattine verrete a cercarmi"), "No one understands me" ("Nessuno mi capisce"), "You don't have to wait very long to see what is going on with me" ("Non dovrete aspettare a lungo per capire cosa mi sta succedendo").

### L'attacco
La mattina del 29 gennaio 1979 Brenda si appostò a una delle finestre della propria abitazione che si affacciava proprio di fronte alla Cleveland Elementary School di San Diego in California; quando il preside, Burton Wragg, aprì il cancello per fare entrare gli alunni, Brenda iniziò a fare fuoco contro di essi. Il preside e il custode, Mike Suchar, cercarono di proteggere i bambini senza capire cosa stesse succedendo e ne rimasero uccisi. In totale venne esplosa una trentina di colpi che uccisero due persone e ferirono otto bambini e un agente di polizia accorso sul posto.
Dopo la strage, durata venti minuti, Brenda si barricò in casa, dove rimase per circa 7 ore contrattando con la polizia. Un giornalista riuscì a contattare Brenda al telefono la quale rispose: «Non mi piacciono i lunedì» alla domanda sul perché avesse deciso per quel folle gesto. Furono sparati 30 caricatori e poi Spencer si barricò nella propria stanza. Spencer annunciò che sarebbe "uscita sparando", cosa che non successe. Si arrese senza opporre ulteriore resistenza dopo quasi sette ore; non appariva alterata benché in casa sua fossero state rinvenute diverse bottiglie di birra e whiskey. Venne infine catturata da una squadra della SWAT. In tale conflitto venne ferito anche un agente di polizia.

### Le dichiarazioni
Durante le fasi della cattura, dichiarò ai poliziotti: «Nothing's happening today. I don't like Mondays» ("Oggi non succede niente. Non mi piacciono i lunedì"). Durante gli interrogatori, rilasciò dichiarazioni simili, quali: «There was no reason for it, and it was just a lot of fun» ("Non c'erano ragioni per farlo, era semplicemente molto divertente."), «It was just like shooting ducks in a pond» ("Era come sparare alle anatre nello stagno") e «The children looked like a herd of cows standing around, it was really easy pickings» ("I bambini sembravano una mandria di vacche ciondolanti, erano dei bersagli molto facili").

### Il processo
Durante la prima udienza del 1993, Brenda Ann Spencer dichiarò che durante i fatti era sotto l'influsso di alcol e droghe, in particolare il PCP e di avere avuto quindi delle allucinazioni. Accennò inoltre a dei complotti a suo danno, orditi dal suo avvocato, che avrebbe nascosto i risultati dei test sulla droga, e dalla polizia, che l'avrebbe invece drogata durante gli interrogatori per estorcerle le dichiarazioni rilasciate. Tali dichiarazioni vennero negate dall'agente che seguiva il caso, Charles Patrick, e dall'avvocato della Spencer, Michael McGlinn. Dichiarò inoltre che il padre la violentava. Espresse anche dei dubbi sull'avere effettivamente sparato sui bambini, addossando la colpa alla polizia.

### La sentenza
A causa dell'efferatezza del suo crimine, Brenda Ann Spencer fu processata come fosse adulta. Venne condannata per duplice omicidio e lesioni con arma da fuoco a una pena doppia che andasse dai 25 anni all'ergastolo.

### Dopo il processo
Venne detenuta nel California Institution for Women di Chino, California. Dal 1993 ha i requisiti per chiedere la libertà condizionale, che le è stata negata già 5 volte, l'ultima nel febbraio 2025.
Durante l'udienza del 2001, confermò la questione delle violenze in famiglia, ma, al riguardo, non venne aperto alcun fascicolo, in quanto la detenuta non ne aveva mai fatto menzione con gli psicologi. Fu anche reso di dominio pubblico che la Spencer soffriva di epilessia e faceva uso di farmaci antidepressivi. Ha anche dichiarato, dopo i vari casi di sparatorie avvenuti nelle scuole e nelle università statunitensi, che potrebbe essere stata lei l'ispiratrice di tali atti.

## Influenza culturale
- Non mostrò alcun rimorso per il suo crimine e quando le venne chiesta una spiegazione rispose: "Non mi piacciono i lunedì"[4]; tale risposta ispirò la canzone I Don't Like Mondays di Bob Geldof, all'epoca cantante dei The Boomtown Rats.[1][11] La canzone raggiunse il primo posto della classifica e vi rimase per quattro settimane, nel 1979.[1]
- Nel 1982 il regista Sheldon Renan girò il documentario Dokumentation The Killing of America, nel quale venne usato il materiale d'archivio su Brenda Ann Spencer.
- Nel 2006 venne girato il documentario I Don't Like Mondays, di John Dower, diffuso dalla televisione britannica.